# 兰斯顿·休斯
詹姆斯·默瑟·兰斯顿·休斯（英語：James Mercer Langston Hughes，1902年2月1日—1967年5月22日），美国诗人、小说家、剧作家、专栏作家，是哈莱姆文艺复兴的代表人物之一。

## 生平

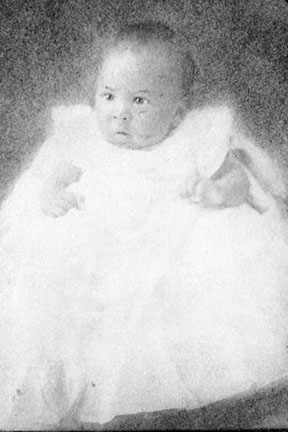
幼年的兰斯顿·休斯

和很多非洲裔美國人一樣，休斯的背景很複雜。休斯父親的祖母及外祖母都是黑奴，他的父親的祖父及外祖父都是肯塔基州的畜奴白人。據休斯說，他們其中一個名山姆·克萊（Sam Clay），是一個亨利縣的蘇格蘭裔美國威士忌釀酒師，據說是政治家亨利·克萊（Henry Clay）的親戚。另一個是克拉克縣猶太裔奴隸販子西拉斯·庫森比（Silas Cushenberry）。休斯的外祖母瑪麗·帕特森（Mary Patterson）是一名非洲裔美國人，有法國，英國和美洲原住民血統。她是第一批參加奧伯林學院的婦女之一，她在入學之前和劉易斯·謝里丹·雷里（Lewis Sheridan Leary）結婚，雷里也是混血兒。 雷里隨後於1859年加入約翰·布朗對哈珀斯渡輪的襲擊，並因傷而死。
1869年，寡婦瑪麗·帕特森·萊里再次結婚，嫁給查爾斯·亨利·兰斯顿（Charles Henry Langston）。兰斯顿家族活躍於政治，是一個非裔精英家族（見“天才十”）。 兰斯顿是除了非洲血統外，也有歐美和美洲原住民血統。查爾斯·兰斯顿和他弟弟約翰·默瑟·兰斯顿（John Mercer Langston）為廢除奴隸制度而奮鬥，於1858年領導俄亥俄州反奴隸制社會。查爾斯·兰斯顿後來遷往堪薩斯州，其後積極參與了非洲裔美國人的教育、投票和其他權利。查爾斯和瑪麗的女兒卡羅琳·美世·兰斯顿（Caroline Mercer Langston）是兰斯顿·休斯的母親。
兰斯顿·休斯出生於密蘇里州喬普林，是教師嘉莉（卡羅琳）和詹姆斯·納撒尼爾·休斯（James Nathaniel Hughes，1871-1934）的第二個孩子。休斯的父親很早已和家庭分離，後來與嘉莉離婚。他前往古巴和墨西哥，試圖逃避美國持久的種族主義。兰斯顿·休斯則長期在不同的中西部小城鎮長大。

## 政治观点
休斯和許多黑人作家和藝術家一樣，受共產主義的承諾吸引，而視共產主義為充滿种族隔离的美國之替代品。他有許多不太知名的政治著作收藏於由密蘇里大學出版社出版的兩本書，反映了共產主義對他的吸引力。其中一個例子是〈新歌〉。
1932年，休斯加入一群支持共產主義的黑人，和他們一起去了蘇聯，嘗試製作一部描繪非裔美國人在美國的困境的電影。這部電影最後拍不成，但休斯有機會走遍蘇聯和蘇聯控制的中亞地區，後者通常不許西方人進入。在那裡，他遇到了羅伯特·羅伯遜，一個生活在莫斯科而無法離開的非裔美國人。在土庫曼斯坦，休斯與匈牙利作家阿瑟·库斯勒會面並成為朋友，考斯特勒當時是一名被允許在土庫曼斯坦旅行的共產黨人。